# Bianca Perie-Ghelber
Bianca Perie-Ghelber (née le 1er juin 1990 à Roman) est une athlète roumaine spécialiste du lancer du marteau.

## Carrière
Son meilleur lancer était de 69,59 m en 2008. Elle l'a amélioré jusqu'à atteindre 73,52 m (Bucarest, le 16 juillet 2010).
Elle est la seule athlète (hommes et femmes confondus) de l'histoire à conserver son titre lors des championnats du monde cadets, s'imposant en 2005 à Marrakech et en 2007 à Ostrava. De plus, elle remporte également par deux fois les championnats du monde juniors, en 2006 à Pékin et en 2008 à Bydgoszcz et les championnats d'Europe juniors, en 2007 à Hengelo et en 2009 à Novi Sad, un cas unique dans l'histoire. En 2011, elle remporte le titre des championnats d'Europe espoirs à Ostrava.
Depuis 2007, elle a participé à chaque édition des championnats du monde chez les séniors, à l'exception de 2015. Elle n'atteint par ailleurs que deux fois la finale, en 2011 à Daegu avec une 6e place (72,04 m) et en 2013 à Moscou avec une 10e place (71,25 m).
Aux championnats d'Europe, elle participe à trois éditions et y atteint toujours la finale. En 2010 à Barcelone, elle réalise son meilleur classement avec une 4e place (71,62 m). En 2012 à Helsinki, elle termine 10e puis en 2014 à Zürich, 7e. 
En 2008, à Pékin, elle prend part à ses premiers Jeux olympiques mais ne passe pas le cap des qualifications. Le même scénario se produit 4 ans plus tard lors des Jeux olympiques de Londres, avec une 22e place (68,34 m). 
Durant sa carrière, elle glane trois médailles aux Jeux de la Francophonie : l'argent en 2009 et 2013, l'or en 2017. 

### Récompenses et distinctions
Le 4 décembre 2011, elle est nommée athlète des Balkans de l'année 2011 chez les moins de 23 ans pour l'ensemble de sa saison

## Palmarès
| Date | Compétition                          | Lieu         | Résultat | Marque  |
| ---- | ------------------------------------ | ------------ | -------- | ------- |
| 2005 | Championnats du monde cadets         | Marrakech    | 1re      | 62,27 m |
| 2006 | Championnats du monde juniors        | Pékin        | 1re      | 67,38 m |
| 2007 | Championnats du monde cadets         | Ostrava      | 1re      | 64,61 m |
| 2008 | Championnats du monde juniors        | Bydgoszcz    | 1re      | 67,95 m |
| 2009 | Championnats d'Europe juniors        | Novi Sad     | 1re      | 68,59 m |
| 2009 | Coupe d'Europe hivernale des lancers | Tenerife     | 2e       | 66,25 m |
| 2009 | Jeux de la Francophonie              | Beyrouth     | 2e       | 67,67 m |
| 2009 | Universiade                          | Belgrade     | 6e       | 68,16 m |
| 2010 | Championnats d'Europe par équipes    | Budapest     | 2e       | 66,95 m |
| 2010 | Championnats d'Europe                | Barcelone    | 4e       | 71,52 m |
| 2011 | Coupe d'Europe hivernale des lancers | Sofia        | 1re      | 67,38 m |
| 2011 | Championnats d'Europe par équipes    | Izmir        | 1re      | 70,37 m |
| 2011 | Championnats des Balkans             | Sliven       | 1re      | 66,69 m |
| 2011 | Championnats d'Europe espoirs        | Ostrava      | 1re      | 71,59 m |
| 2011 | Universiade                          | Shenzhen     | 2e       | 71,18 m |
| 2011 | Championnats du monde                | Daegu        | 6e       | 72,04 m |
| 2012 | Coupe d'Europe hivernale des lancers | Bar          | 1re      | 68,74 m |
| 2012 | Championnats d'Europe                | Helsinki     | 10e      | 67,24 m |
| 2013 | Championnats d'Europe par équipes    | Dublin       | 2e       | 67,51 m |
| 2013 | Universiade                          | Kazan        | 5e       | 68,94 m |
| 2013 | Championnats des Balkans             | Stara Zagora | 1re      | 68,76 m |
| 2013 | Championnats du monde                | Moscou       | 9e       | 71,25 m |
| 2013 | Jeux de la Francophonie              | Nice         | 2e       | 70,41 m |
| 2014 | Coupe d'Europe hivernale des lancers | Leiria       | 1re      | 67,19 m |
| 2014 | Championnats d'Europe par équipes    | Tallinn      | 1re      | 71,93 m |
| 2014 | Championnats des Balkans             | Pitești      | 1re      | 69,42 m |
| 2014 | Championnats d'Europe                | Zürich       | 7e       | 69,26 m |
| 2016 | Championnats des Balkans             | Pitești      | 6e       | 66,26 m |
| 2017 | Jeux de la Francophonie              | Abidjan      | 1re      | 67,79 m |
| 2018 | Championnats des Balkans             | Stara Zagora | 2e       | 68,88 m |
| 2019 | Championnats d'Europe par équipes    | Sandnes      | 3e       | 68,43 m |
| 2019 | Championnats des Balkans             | Pravetz      | 2e       | 69,96 m |
| 2019 | Jeux mondiaux militaires             | Wuhan        | 6e       | 65,32 m |
| 2021 | Jeux olympiques                      | Tokyo        | 6e       | 74,18 m |
| 2022 | Championnats du monde                | Eugene       | 6e       | 72,26 m |
| 2022 | Championnats d'Europe                | Munich       | 1re      | 72,72 m |
| 2023 | Coupe d'Europe des lancers           | Leiria       | 2e       | 71,52 m |
| 2023 | Jeux européens                       | Chorzów      | 2e       | 72,97 m |
| 2023 | Jeux de la Francophonie              | Kinshasa     | 1re      | 73,20 m |
| 2023 | Championnats du monde                | Budapest     | 7e       | 73,70 m |
| 2024 | Coupe d'Europe des lancers           | Leiria       | 2e       | 71,46 m |

## Records
| Épreuve | Temps   | Lieu  | Date        |
| ------- | ------- | ----- | ----------- |
| Marteau | 74,18 m | Tokyo | 3 août 2021 |